# Scopula galactina
Scopula galactina är en fjärilsart som beskrevs av Fletcher 1978. Scopula galactina ingår i släktet Scopula och familjen mätare. Inga underarter finns listade.